# تمليح الأرض
تمليح الأرض، أو البذر باستخدام الملح، هو طقوس نشر الملح على المدن المفتوحة ليرمز بلعنة على إعادة استيطانهم. لقد نشأت كممارسة رمزية في الشرق الأدنى القديم، وأصبحت مؤسسة فولكلورية راسخة في العصور الوسطى. على الرغم من أن الملح المركز يعتبر ساما لمعظم المحاصيل الغذائية على الرغم من قرب العديد من المدن المفتوحة لأماكن المياه المالحة، وليس هناك أي دليل لإثبات أن أي أمة قاهرة استخدمت في أي وقت مضى كميات كافية من الملح لتغطية مساحات واسعة من الأراضي غير المستخدمة.

## تدمير المدن
كانت هناك عادة قائمة على تنظيف أو تقديس المدينة المدمرة باستخدام الملح ولعن كل من تجرأ على إعادة البناء على نطاق واسع في منطقة الشرق الأدنى القديم، ولكن الروايات التاريخية غير واضحة على ما يعنيه بذر الملح في تلك العملية.
تتكلم النصوص المختلفة الحثية والآشورية عن مراسم نثر الأملاح والمعادن، أو النباتات (الأعشاب الضارة، و«نبات الخردل»، أو كيديمو، والتي ترتبط مع الملح والدمار)) في المدن المدمرة، بما في ذلك هاتوسا، تايدو، أرينا، هونوسا، ايردو. وسوسة. يقول كتاب القضاة (09:45) أن ابيمالك القاضي من بني إسرائيل، زرع عاصمة بلده، شكيم، باستخدام الملح. في عام 1050 قبل الميلاد، بعد إخماد ثورة ضده. قد يكون هذا جزءا من طقوس هريم.
ابتداء من القرن التاسع عشر،  زعمت النصوص المختلفة أن الجنرال الروماني سكيبيو إميليانوس حرث وزرع مدينة قرطاجة بالملح بعد هزيمتها في الحرب البونيقية الثالثة (146 قبل الميلاد)، ونهبها، وأجبر الناجين على أن يصبحوا عبيدا. مع ذلك، لم توجد المصادر القديمة التي توثق فترة التمليح نفسها. قصة قرطاجة هي اختراع لاحق، ربما على غرار قصة شكيم. طقوس الرسم الرمزي للأرض المحروثة على طول موقع المدينة، ومع ذلك، تم ذكرها في المصادر القديمة، على الرغم من أنها لم تكن في مرجع يشير إلى قرطاجة على وجه التحديد.
عندما دمر البابا بونيفاس الثامن باليسترينا في عام 1299، أمر بأن يتم حرثها «اقتدائا بما حدث قديما لقرطاجة في أفريقيا»، فتم تمليح تلك المدينة بالمثل. «قمت بحرث الأرض، مثل قرطاجة القديمة في أفريقيا، وقمت بنثر الملح عليها....»  النص غير واضح حيث كان يعتقد أن قرطاجة تم تمليحها. لاحقا تم رفض حسابات التمليحات الأخرى في دمار المدن الإيطالية في القرون الوسطى الآن لأنها غير تاريخية:(بادوا) كتب بواسطة أتيلا (452)، ربما في موازاة بين أتيلا والآشوريين القدماء. (ميلان) كتب بواسطة فريدريك بارباروسا (1162)؛ و (سيمي فونت) من فلورنسا (1202).
يروي في ملحمة القصيدة الإنجليزية (حصار القدس) عام 1370 أن تيتوس أمر بنثر الملح على المعبد، ولكن لم يتم العثور على هذه الحلقة في جوزيفوس.

## معاقبة الخونة

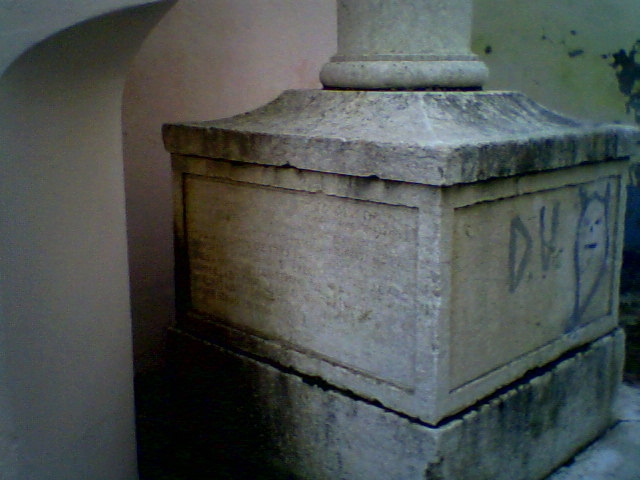
النصب التذكاري الحجري الخاص بعقاب دوق أفيرو في سانتا ماريا دي بيليم، لشبونة.

في إسبانيا والإمبراطورية الإسبانية، كان يتم سكب الملح على الأرض التي يملكها الخائن المدان (في كثير من الأحيان كان يتم إعدام شخص واحد ويتم وضع رأسه على (بيكوتا)، أو رمح (بالإسبانية)، بعد ذلك يتم هدم منزله.
بالمثل، في البرتغال، كان يتم سكب الملح على الأرض التي يملكها الخائن المدان. كان الحدث المعروف الأخير من هذا النوع في تدمير دوق قصر افيرو في لسبون في عام 1759، وذلك بسبب مشاركته في قضية تافورا (مؤامرة ضد الملك يوسف الأول من البرتغال). قد تم هدم قصره وتم تمليح أرضه. خلد النصب التذكاري الحجري حتى الآن ذكرى عار الدوق، حيث أنه مكتوب:
في هذا المكان سُيطر على هذه الأرض وتم تمليح بيوت خوسيه ماسكاريناس، حيث جردت كرامات الدوق دي افيرو وغيره.... سلم إلى العدالة باعتباره واحدا من قادة الاضطرابات الأكثر بربرية والثورة الملعونة... تم تنفيذ هذا ضد الشخص الأعظم ملكا والمقدس الخاص بالحاكم جوزيف الأول. في هذه الأرض التي لها سمعة سيئة ربما لن يبنى شيء بها على الإطلاق.
في المستعمرة البرتغالية في البرازيل، زعيم انكونفيدنسيا مينيرا، تيرادينتيس، حكم عليه بالإعدام، وكان منزله «قد تم هدمه وتم تمليحه، حتى لا يُبنى مجددا على تلك الأرض... وحتى الأرضية سوف يتم رفعها على مستوى بحيث يتم الاحتفاظ في الذاكرة (تخليد) عار هذا المجرم من فعلته الشنيعة...» وتعرض لمزيد من الإهانات، تم إعدامه وتجزئة جسمه إلى أرباع حملت إلى أجزاء مختلفة من البلاد حيث اجتمع زملائه الثوار، وحرم أطفاله من ممتلكاتهم وشرفهم.

## الأساطير
تقول أسطورة قديمة أن أوديسيوس هو مختلق الجنون عبر استعباده للحصان والثور لكي يقوما بحرث الأرض وبذر الملح فيها.

## الملاحظات
- Gevirtz، Stanley Gevirtz (1963). "Jericho and Shechem: A Religio-Literary Aspect of City Destruction". Vetus Testamentum. ج. 13 ع. Fasc. 1: 52–62. JSTOR:1516752.
- Ridley، R.T. (1986). "To Be Taken with a Pinch of Salt: The Destruction of Carthage". Classical Philology. ج. 81 ع. 2: 140–146. DOI:10.1086/366973. JSTOR:269786.
- Stevens، Susan T. (1988). "A Legend of the Destruction of Carthage". Classical Philology. ج. 83 ع. 1: 39–41. DOI:10.1086/367078. JSTOR:269635.
- Visona، Paolo (1988). "On the Destruction of Carthage Again". Classical Philology. ج. 83 ع. 1: 41–42. DOI:10.1086/367079. JSTOR:269636.
- Warmington، B.H. (1988). "The Destruction of Carthage: A Retractatio". Classical Philology. ج. 83 ع. 4: 308–310. DOI:10.1086/367123. JSTOR:269510.

قالب:Salt topics